# Richard Axel
Richard Axel (Nova Iorque, 2 de julho de 1946) é um médico estadunidense.
Foi agraciado, juntamente com Linda Buck, com o Nobel de Fisiologia ou Medicina de 2004, por trabalhos sobre os receptores de odores e a organização do sistema olfativo.

## Publicações selecionadas
- Axel R, Schlom J, Spiegelman S (janeiro de 1972). «Presence in human breast cancer of RNA homologous to mouse mammary tumour virus RNA». Nature. 235 (5332): 32–6. PMID 4332799. doi:10.1038/235032a0
- Weinstein IB, Gebert R, Stadler UC, Orenstein JM, Axel R (dezembro de 1972). «Type C virus from cell cultures of chemically induced rat hepatomas». Science. 178 (65): 1098–100. PMID 4343844. doi:10.1126/science.178.4065.1098
- McAllister LB, Scheller RH, Kandel ER, Axel R (novembro de 1983). «In situ hybridization to study the origin and fate of identified neurons». Science. 222 (4625): 800–8. PMID 6356362. doi:10.1126/science.6356362
- Gay D, Maddon P, Sekaly R,;  et al. (1987). «Functional interaction between human T-cell protein CD4 and the major histocompatibility complex HLA-DR antigen». Nature. 328 (6131): 626–9. PMID 3112582. doi:10.1038/328626a0
- Julius D, MacDermott AB, Axel R, Jessell TM (julho de 1988). «Molecular characterization of a functional cDNA encoding the serotonin 1c receptor». Science. 241 (4865): 558–64. PMID 3399891. doi:10.1126/science.3399891
- Deen KC, McDougal JS, Inacker R,;  et al. (janeiro de 1988). «A soluble form of CD4 (T4) protein inhibits AIDS virus infection». Nature. 331 (6151): 82–4. PMID 3257544. doi:10.1038/331082a0
- Julius D, Livelli TJ, Jessell TM, Axel R (junho de 1989). «Ectopic expression of the serotonin 1c receptor and the triggering of malignant transformation». Science. 244 (4908): 1057–62. PMID 2727693. doi:10.1126/science.2727693
- Ryu SE, Kwong PD, Truneh A,;  et al. (novembro de 1990). «Crystal structure of an HIV-binding recombinant fragment of human CD4». Nature. 348 (6300): 419–26. PMID 2247146. doi:10.1038/348419a0
- Robey EA, Ramsdell F, Kioussis D,;  et al. (junho de 1992). «The level of CD8 expression can determine the outcome of thymic selection». Cell. 69 (7): 1089–96. PMID 1617724. doi:10.1016/0092-8674(92)90631-L
- Ngai J, Dowling MM, Buck L, Axel R, Chess A (março de 1993). «The family of genes encoding odorant receptors in the channel catfish». Cell. 72 (5): 657–66. PMID 7916654. doi:10.1016/0092-8674(93)90395-7
- Ngai J, Chess A, Dowling MM, Necles N, Macagno ER, Axel R (março de 1993). «Coding of olfactory information: topography of odorant receptor expression in the catfish olfactory epithelium». Cell. 72 (5): 667–80. PMID 8453662. doi:10.1016/0092-8674(93)90396-8
- Vassar R, Ngai J, Axel R (julho de 1993). «Spatial segregation of odorant receptor expression in the mammalian olfactory epithelium». Cell. 74 (2): 309–18. PMID 8343958. doi:10.1016/0092-8674(93)90422-M
- Chess A, Simon I, Cedar H, Axel R (setembro de 1994). «Allelic inactivation regulates olfactory receptor gene expression». Cell. 78 (5): 823–34. PMID 8087849. doi:10.1016/S0092-8674(94)90562-2
- Vassar R, Chao SK, Sitcheran R, Nuñez JM, Vosshall LB, Axel R (dezembro de 1994). «Topographic organization of sensory projections to the olfactory bulb». Cell. 79 (6): 981–91. PMID 8001145. doi:10.1016/0092-8674(94)90029-9
- Dulac C, Axel R (outubro de 1995). «A novel family of genes encoding putative pheromone receptors in mammals». Cell. 83 (2): 195–206. PMID 7585937. doi:10.1016/0092-8674(95)90161-2
- Mombaerts P, Wang F, Dulac C,;  et al. (novembro de 1996). «Visualizing an olfactory sensory map». Cell. 87 (4): 675–86. PMID 8929536. doi:10.1016/S0092-8674(00)81387-2
- Amrein H, Axel R (fevereiro de 1997). «Genes expressed in neurons of adult male Drosophila». Cell. 88 (4): 459–69. PMID 9038337. doi:10.1016/S0092-8674(00)81886-3
- Wang F, Nemes A, Mendelsohn M, Axel R (abril de 1998). «Odorant receptors govern the formation of a precise topographic map». Cell. 93 (1): 47–60. PMID 9546391. doi:10.1016/S0092-8674(00)81145-9
- Vosshall LB, Amrein H, Morozov PS, Rzhetsky A, Axel R (março de 1999). «A spatial map of olfactory receptor expression in the Drosophila antenna». Cell. 96 (5): 725–36. PMID 10089887. doi:10.1016/S0092-8674(00)80582-6
- Belluscio L, Koentges G, Axel R, Dulac C (abril de 1999). «A map of pheromone receptor activation in the mammalian brain». Cell. 97 (2): 209–20. PMID 10219242. doi:10.1016/S0092-8674(00)80731-X
- Vosshall LB, Wong AM, Axel R (julho de 2000). «An olfactory sensory map in the fly brain». Cell. 102 (2): 147–59. PMID 10943836. doi:10.1016/S0092-8674(00)00021-0
- Gogos JA, Osborne J, Nemes A, Mendelsohn M, Axel R (novembro de 2000). «Genetic ablation and restoration of the olfactory topographic map». Cell. 103 (4): 609–20. PMID 11106731. doi:10.1016/S0092-8674(00)00164-1
- Scott K, Brady R, Cravchik A,;  et al. (março de 2001). «A chemosensory gene family encoding candidate gustatory and olfactory receptors in Drosophila». Cell. 104 (5): 661–73. PMID 11257221. doi:10.1016/S0092-8674(01)00263-X
- Wong AM, Wang JW, Axel R (abril de 2002). «Spatial representation of the glomerular map in the Drosophila protocerebrum». Cell. 109 (2): 229–41. PMID 12007409. doi:10.1016/S0092-8674(02)00707-9
- Wang JW, Wong AM, Flores J, Vosshall LB, Axel R (janeiro de 2003). «Two-photon calcium imaging reveals an odor-evoked map of activity in the fly brain». Cell. 112 (2): 271–82. PMID 12553914. doi:10.1016/S0092-8674(03)00004-7
- Cutforth T, Moring L, Mendelsohn M,;  et al. (agosto de 2003). «Axonal ephrin-As and odorant receptors: coordinate determination of the olfactory sensory map». Cell. 114 (3): 311–22. PMID 12914696. doi:10.1016/S0092-8674(03)00568-3
- Eggan K, Baldwin K, Tackett M,;  et al. (março de 2004). «Mice cloned from olfactory sensory neurons». Nature. 428 (6978): 44–9. PMID 14990966. doi:10.1038/nature02375
- Barnea G, O'Donnell S, Mancia F,;  et al. (junho de 2004). «Odorant receptors on axon termini in the brain». Science. 304 (5676). 1468 páginas. PMID 15178793. doi:10.1126/science.1096146
- Shykind BM, Rohani SC, O'Donnell S,;  et al. (junho de 2004). «Gene switching and the stability of odorant receptor gene choice». Cell. 117 (6): 801–15. PMID 15186780. doi:10.1016/j.cell.2004.05.015
- Lomvardas S, Barnea G, Pisapia DJ, Mendelsohn M, Kirkland J, Axel R (julho de 2006). «Interchromosomal interactions and olfactory receptor choice». Cell. 126 (2): 403–13. PMID 16873069. doi:10.1016/j.cell.2006.06.035